# Finlande aux Jeux olympiques d'hiver de 1952
Cet article contient des informations sur la participation et les résultats de la Finlande aux Jeux olympiques d'hiver de 1952, qui ont eu lieu à Oslo en Norvège.

## Médaillés
| Médaille | Nom                                                  | Sport            | Épreuve                 |
| -------- | ---------------------------------------------------- | ---------------- | ----------------------- |
| Or       | Veikko Hakulinen                                     | Ski de fond      | 50 km hommes            |
| Or       | Heikki Hasu Urpo Korhonen Paavo Lonkila Tapio Mäkelä | Ski de fond      | Relais 4 × 10 km hommes |
| Or       | Lydia Wideman                                        | Ski de fond      | 10 km femmes            |
| Argent   | Tapio Mäkelä                                         | Ski de fond      | 18 km hommes            |
| Argent   | Eero Kolehmainen                                     | Ski de fond      | 50 km hommes            |
| Argent   | Mirja Hietamies                                      | Ski de fond      | 10 km femmes            |
| Argent   | Heikki Hasu                                          | Combiné nordique | Individuel hommes       |
| Bronze   | Paavo Lonkila                                        | Ski de fond      | 18 km hommes            |
| Bronze   | Siiri Rantanen                                       | Ski de fond      | 10 km femmes            |

## Résultats

### Ski alpin
| Athlète       | Épreuve      | Course 1        | Course 1 | Course 2     | Course 2     | Total        | Total        |
| Athlète       | Épreuve      | Temps           | Rang     | Temps        | Rang         | Temps        | Rang         |
| ------------- | ------------ | --------------- | -------- | ------------ | ------------ | ------------ | ------------ |
| Eino Kalpala  | Descente     |                 |          |              |              | 3 min 16 s 2 | 56           |
| Pentti Alonen | Descente     |                 |          |              |              | 2 min 59 s 7 | 44           |
| Pekka Alonen  | Slalom géant |                 |          |              |              | 3 min 00 s 2 | 55           |
| Niilo Juvonen | Slalom géant |                 |          |              |              | 2 min 52 s 8 | 44           |
| Eino Kalpala  | Slalom géant |                 |          |              |              | 2 min 52 s 3 | 42           |
| Pentti Alonen | Slalom géant |                 |          |              |              | 2 min 45 s 1 | 31           |
| Nillo Juvonen | Slalom       | N'a pas terminé | –        | Non qualifié | Non qualifié | Non qualifié | Non qualifié |
| Pentti Alonen | Slalom       | 1 min 12 s 5    | 51       | Non qualifié | Non qualifié | Non qualifié | Non qualifié |
| Eino Kalpala  | Slalom       | 1 min 09 s 2    | 39       | Non qualifié | Non qualifié | Non qualifié | Non qualifié |
| Pekka Alonen  | Slalom       | 1 min 04 s 8    | 24 Q     | 1 min 03 s 9 | 14           | 2 min 08 s 7 | 14           |

### Ski de fond
| Épreuve | Athlète          | Course        | Course             |
| Épreuve | Athlète          | Temps         | Rang               |
| ------- | ---------------- | ------------- | ------------------ |
| 18 km   | Eeti Nieminen    | 1 h 08 min 24 | 21                 |
| 18 km   | Aulis Sipponen   | 1 h 06 min 03 | 16                 |
| 18 km   | Paavo Korhonen   | 1 h 05 min 30 | 14                 |
| 18 km   | Toivo Oikarinen  | 1 h 04 min 07 | 10                 |
| 18 km   | Tauno Sipilä     | 1 h 03 min 40 | 8                  |
| 18 km   | Heikki Hasu      | 1 h 02 min 24 | 4                  |
| 18 km   | Paavo Lonkila    | 1 h 02 min 20 | Médaille de bronze |
| 18 km   | Tapio Mäkelä     | 1 h 02 min 09 | Médaille d'argent  |
| 50 km   | Peeka Kuvaja     | 3 h 46 min 31 | 9                  |
| 50 km   | Kalevi Mononen   | 3 h 39 min 21 | 5                  |
| 50 km   | Eero Kolehmainen | 3 h 38 min 11 | Médaille d'argent  |
| 50 km   | Veikko Hakulinen | 3 h 33 min 33 | Médaille d'or      |

| Athlètes                                             | Course        | Course        |
| Athlètes                                             | Temps         | Rang          |
| ---------------------------------------------------- | ------------- | ------------- |
| Heikki Hasu Paavo Lonkila Urpo Korhonen Tapio Mäkelä | 2 h 20 min 16 | Médaille d'or |

| Épreuve | Athlète         | Course    | Course             |
| Épreuve | Athlète         | Temps     | Rang               |
| ------- | --------------- | --------- | ------------------ |
| 10 km   | Sirkka Polkunen | 43 min 07 | 5                  |
| 10 km   | Siiri Rantanen  | 42 min 50 | Médaille de bronze |
| 10 km   | Mirja Hietamies | 42 min 39 | Médaille d'argent  |
| 10 km   | Lydia Wideman   | 41 min 40 | Médaille d'or      |

### Patinage artistique
| Athlète      | Figures imposées | Libre | Points  | Places | Rang |
| ------------ | ---------------- | ----- | ------- | ------ | ---- |
| Kalle Tuulos | 13               | 13    | 131,211 | 112    | 13   |

| Athlète       | Figures imposées | Libre | Points  | Places | Rang |
| ------------- | ---------------- | ----- | ------- | ------ | ---- |
| Leena Pietila | 20               | 21    | 124,733 | 185    | 20   |

### Hockey sur glace
Le tournoi a lieu dans un format de round-robin avec neuf équipes participantes.
| \| Équipe \| Joués \| Gagnés \| Perdus \| Nuls \| Buts pour \| Buts contre \| Pts \| \| -------------------- \| ----- \| ------ \| ------ \| ---- \| --------- \| ----------- \| --- \| \| Canada \| 8 \| 7 \| 0 \| 1 \| 71 \| 14 \| 15 \| \| États-Unis \| 8 \| 6 \| 1 \| 1 \| 43 \| 21 \| 13 \| \| Suède \| 9 \| 7 \| 2 \| 0 \| 53 \| 22 \| 14 \| \| Tchécoslovaquie \| 9 \| 6 \| 3 \| 0 \| 50 \| 23 \| 12 \| \| Suisse \| 8 \| 4 \| 4 \| 0 \| 40 \| 40 \| 8 \| \| Pologne \| 8 \| 2 \| 5 \| 1 \| 21 \| 56 \| 5 \| \| Finlande (7e) \| 8 \| 2 \| 6 \| 0 \| 21 \| 60 \| 4 \| \| Allemagne de l'Ouest \| 8 \| 1 \| 6 \| 1 \| 21 \| 53 \| 3 \| \| Norvège \| 8 \| 0 \| 8 \| 0 \| 15 \| 46 \| 0 \| | - Suède 9-2 Finlande - Suisse 12-0 Finlande - Canada 13-3 Finlande - USA 8-2 Finlande - Norvège 2-5 Finlande - Czechoslovakia 11-2 Finlande - Finland 5-1 Allemagne - Poland 4-2 Finlande |        |        |      |           |             |     |
| Équipe | Joués | Gagnés | Perdus | Nuls | Buts pour | Buts contre | Pts |
| Canada | 8 | 7      | 0      | 1    | 71        | 14          | 15  |
| États-Unis | 8 | 6      | 1      | 1    | 43        | 21          | 13  |
| Suède | 9 | 7      | 2      | 0    | 53        | 22          | 14  |
| Tchécoslovaquie | 9 | 6      | 3      | 0    | 50        | 23          | 12  |
| Suisse | 8 | 4      | 4      | 0    | 40        | 40          | 8   |
| Pologne | 8 | 2      | 5      | 1    | 21        | 56          | 5   |
| Finlande (7e) | 8 | 2      | 6      | 0    | 21        | 60          | 4   |
| Allemagne de l'Ouest | 8 | 1      | 6      | 1    | 21        | 53          | 3   |
| Norvège | 8 | 0      | 8      | 0    | 15        | 46          | 0   |

Joueurs : Yrjö Hakala, Aarne Honkavaara, Erkki Hytönen, Pentti Isotalo, Matti Karumaa, Ossi Kauppi, Keijo Kuusela, Kauko Mäkinen, Pekka Myllylä, Christian Rapp, Esko Rekomaa, Matti Rintakoski, Eero Saari, Eero Salisma, Lauri Silván, Unto Wiitala, Jukka Wuolio

### Combiné nordique
Épreuves :
- ski de fond pendant 18 km
- saut à ski sur tremplin normal

La partie du ski de fond de l'épreuve est combinée avec l'épreuve principale, cela signifie donc que les athlètes participent ici aux deux disciplines en même temps. Les détails peuvent être retrouvés dans la section ski de fond de cet article. 
L'épreuve de saut à ski (tremplin normal) a lieu séparément de l'épreuve principale de saut à ski, les résultats peuvent être retrouvés dans le tableau ci-dessous (les athlètes sont autorisés à faire trois sauts, les deux meilleurs sauts sont comptabilisés et sont montrés ici).
| Athlète        | Épreuve    | Ski de fond | Ski de fond | Saut à ski | Saut à ski | Saut à ski | Saut à ski | Total   | Total             |
| Athlète        | Épreuve    | Points      | Rang        | Distance 1 | Distance 2 | Points     | Rang       | Points  | Rang              |
| -------------- | ---------- | ----------- | ----------- | ---------- | ---------- | ---------- | ---------- | ------- | ----------------- |
| Eeti Nieminen  | Individuel | 218.,181    | 7           | 62,5 m     | 64,5 m     | 206,0      | 6          | 424,181 | 8                 |
| Aulis Sipponen | Individuel | 226,727     | 4           | 60,0 m     | 61,5 m     | 198,5      | 12         | 425,227 | 7                 |
| Paavo Korhonen | Individuel | 228,727     | 2           | 61,0 m     | 63,5 m     | 206,0      | 6          | 434,727 | 4                 |
| Heikki Hasu    | Individuel | 240,000     | 1           | 63,0 m     | 63,0 m     | 207,5      | 5          | 447,500 | Médaille d'argent |

### Saut à ski
| Athlète         | Épreuve         | Saut 1   | Saut 1 | Saut 1 | Saut 2   | Saut 2 | Saut 2 | Total  | Total |
| Athlète         | Épreuve         | Distance | Points | Rang   | Distance | Points | Rang   | Points | Rang  |
| --------------- | --------------- | -------- | ------ | ------ | -------- | ------ | ------ | ------ | ----- |
| Tauno Luiro     | Tremplin normal | 60,5 m   | 95,0   | 30     | 64,0 m   | 104,5  | 9      | 199,5  | 18    |
| Olavi Kuronen   | Tremplin normal | 62,5 m   | 103,0  | 14     | 61,5 m   | 101,5  | 14     | 204,5  | 12    |
| Pentti Uotinen  | Tremplin normal | 63,0 m   | 106,5  | 11     | 64,5     | 106,5  | 5      | 213,0  | 8     |
| Antti Hyvärinen | Tremplin normal | 66,5     | 111,0  | 3      | 61,5     | 102,5  | 11     | 213,5  | 7     |

### Patinage de vitesse
| Épreuve  | Athlète         | Course          | Course |
| Épreuve  | Athlète         | Temps           | Rang   |
| -------- | --------------- | --------------- | ------ |
| 500 m    | Lassi Parkkinen | N'a pas terminé | –      |
| 500 m    | Kauko Salomaa   | 45 s 7          | 24     |
| 500 m    | Kalevi Laitinen | 45 s 4          | 21     |
| 500 m    | Toivo Salonen   | 44 s 2          | 8      |
| 1 500 m  | Toivo Salonen   | 2 min 27 s 4    | 25     |
| 1 500 m  | Kalevi Laitinen | 2 min 27 s 1    | 24     |
| 1 500 m  | Kauko Salomaa   | 2 min 23 s 3    | 7      |
| 1 500 m  | Lassi Parkkinen | 2 min 23 s 0    | 6      |
| 5 000 m  | Kalevi Laitinen | 8 min 52 s 4    | 22     |
| 5 000 m  | Kauko Salomaa   | 8 min 40 s 1    | 13     |
| 5 000 m  | Matti Tuomi     | 8 min 40 s 0    | 12     |
| 5 000 m  | Pentti Lammio   | 8 min 31 s 9    | 7      |
| 10 000 m | Matti Tuomi     | 18 min 25 s 5   | 23     |
| 10 000 m | Kauko Salomaa   | 17 min 49 s 6   | 12     |
| 10 000 m | Lassi Parkkinen | 17 min 36 s 8   | 8      |
| 10 000 m | Pentti Lammio   | 17 min 20 s 5   | 4      |